# Ubisoft Shanghai
Ubisoft Shanghai is een Chinees computerspelontwikkelaar gevestigd in Shanghai. Het bedrijf werd in 1996 opgericht door Ubisoft en fungeert hedendaags nog steeds als een dochteronderneming van Ubisoft. 

## Ontwikkelde spellen
| Release | Titel                                         | Platform (ontwikkelde versie(s))                                              |
| ------- | --------------------------------------------- | ----------------------------------------------------------------------------- |
| 2000    | Disney's Donald Duck: Goin' Quackers          |                                                                               |
| 2000    | Rayman 2: The Great Escape                    | PlayStation                                                                   |
| 2000    | F1 Racing Championship                        | PlayStation                                                                   |
| 2002    | V.I.P.                                        | PlayStation 2, Windows                                                        |
| 2002    | Rayman Rush                                   | PlayStation                                                                   |
| 2002    | Tom Clancy's Ghost Recon                      | Nintendo GameCube, PlayStation 2                                              |
| 2003    | Crouching Tiger, Hidden Dragon                | GBA                                                                           |
| 2004    | Tom Clancy's Rainbow Six 3: Raven Shield      | Nintendo GameCube, PlayStation 2                                              |
| 2004    | Tom Clancy's Splinter Cell: Pandora Tomorrow  | Nintendo GameCube, PlayStation 2, Windows, Xbox                               |
| 2004    | Tom Clancy's Ghost Recon 2                    | Nintendo GameCube, PlayStation 2                                              |
| 2004    | Tom Clancy's Ghost Recon: Advanced Warfighter | PlayStation 2, Xbox                                                           |
| 2006    | Tom Clancy's Splinter Cell: Double Agent      | PlayStation 3, Windows, Xbox 360                                              |
| 2006    | Brothers in Arms: D-Day                       | PlayStation Portable                                                          |
| 2007    | Rayman Raving Rabbids                         | Xbox 360                                                                      |
| 2007    | Beowulf: The Game                             | PlayStation 3, Windows, Xbox 360                                              |
| 2008    | Tom Clancy's EndWar                           | PlayStation 3, Windows, Xbox 360                                              |
| 2009    | Cloudy with a Chance of Meatballs             | Nintendo DS, PlayStation 3, PlayStation Portable, Windows, Wii, Xbox 360      |
| 2010    | The Settlers 7: Paths to a Kingdom            | Mac OS X, Windows                                                             |
| 2011    | Beyond Good & Evil HD                         | PSN, XBLA                                                                     |
| 2011    | NCIS                                          | Nintendo DS, PlayStation 3, Windows, Xbox 360, Wii                            |
| 2012    | I Am Alive                                    | PSN, Windows, XBLA                                                            |
| 2012    | Rayman 3 HD                                   | PSN, XBLA                                                                     |
| 2012    | Far Cry 3                                     | PlayStation 3, Windows, Xbox 360                                              |
| 2013    | Far Cry 3: Blood Dragon                       | PlayStation 3, Windows, Xbox 360                                              |
| 2013    | Trials Evolution Gold Edition                 | Windows                                                                       |
| 2013    | Tom Clancy's Splinter Cell: Blacklist         | Wii U                                                                         |
| 2014    | Trials Fusion                                 | PlayStation 4, Windows, Xbox 360, Xbox One                                    |
| 2014    | Far Cry 4                                     | PlayStation 3, PlayStation 4, Windows, Xbox 360, Xbox One                     |
| 2014    | Assassin's Creed Unity                        | PlayStation 4, Windows, Xbox One                                              |
| 2015    | Assassin's Creed Syndicate                    | PlayStation 4, Windows, Xbox One                                              |
| 2016    | Far Cry Primal                                | PlayStation 4, Windows, Xbox One                                              |
| 2017    | Just Dance 2018                               | Nintendo Switch, PlayStation 2, PlayStation 4, Wii, Wii U, Xbox 360, Xbox One |
| 2017    | Assassin's Creed Origins                      | PlayStation 4, Windows, Xbox One                                              |
| 2018    | Far Cry 5                                     | PlayStation 4, Windows, Xbox One                                              |
| 2018    | The Crew 2                                    | PlayStation 4, Windows, Xbox One                                              |
| 2018    | Assassin's Creed Odyssey                      | PlayStation 4, Windows, Xbox One                                              |
| 2019    | Tom Clancy's The Division 2                   | PlayStation 4, Windows, Xbox One                                              |